# 24: Legacy
24: Legacy è una serie televisiva statunitense, trasmessa negli Stati Uniti da Fox dal 5 febbraio 2017. Creata da Manny Coto e Evan Katz, è uno spin-off della serie 24.
In Italia è trasmessa da Fox dal 2 marzo 2017. A giugno 2017, Fox ha cancellato la serie al termine dell'unica stagione prodotta.

## Trama
Dopo aver guidato una squadra d'élite dell'esercito statunitense, la cui missione era eliminare Ibrahim Bin-Khalid nello Yemen, Eric Carter torna negli Stati Uniti solo per scoprire che i seguaci del leader terrorista hanno dichiarato una fatwā contro lui, i suoi compagni e le loro famiglie, costringendoli a entrare nel Programma Protezione Testimoni. Non avendo alternative, Carter chiede alla Counter Terrorist Unit di aiutarlo, finendo col trovarsi coinvolto in una corsa contro il tempo per fermare un devastante attacco terroristico sul suolo americano.

## Episodi
| Stagioni       | Episodi | Prima TV USA | Prima TV Italia |
| -------------- | ------- | ------------ | --------------- |
| Prima stagione | 12      | 2017         | 2017            |

## Personaggi e interpreti

### Personaggi principali
- Eric Carter, interpretato da Corey Hawkins, doppiato da Andrea Mete.
- Rebecca Ingram, interpretata da  Miranda Otto, doppiata da Roberta Pellini.
- John Donovan, interpretato da Jimmy Smits, doppiato da Fabrizio Pucci.
- Keith Mullins, interpretato da Teddy Sears, doppiato da Andrea Lavagnino.
- Andy Shalowitz, interpretato da Dan Bucatinsky, doppiato da Francesco Meoni.
- Nicole Carter, interpretata da Anna Diop, doppiata da Benedetta Degli Innocenti.
- Isaac Carter, interpretato da Ashley Thomas.
- Ben Grimes, interpretato da Charlie Hofheimer.
- Mariana Stiles, interpretata da Coral Peña.
- Nilaa Mizrani, interpretata da Sheila Vand.
- Margaret Donovan, interpretata da Veronica Cartwright.
- Henry Donovan, interpretato da Gerald McRaney, doppiato da Dario Penne.
- Jadalla bin-Khalid, interpretata da Raphael Acloque, doppiato da Manuel Meli.

### Personaggi secondari
- Drew Phelps, interpretato da Zayne Emory.
- Amira Dubayev, interpretata da Kathryn Prescott.
- Aisha, interpretata da Tiffany Hines.
- Thomas Locke, interpretato da Bailey Chase.
- Kusuma, interpretato da Laith Nakli, doppiato da Antonio Palumbo.
- Tony Almeida, interpretato da Carlos Bernard, doppiato da Alessio Cigliano.
- Asim Naseri, interpretato da Oded Fehr, doppiato da Enrico Di Troia.
- Khasan Dubayev, interpretato da Themo Melikidze.
- Sidra, interpretata da Moran Atias.

## Accoglienza
L'episodio pilota, trasmesso subito dopo il Super Bowl LI è stato seguito da 17.58 milioni di telespettatori.

### Critica
La serie ha ricevuto recensioni miste da parte della critica. Su Rotten Tomatoes ha un indice di gradimento del 57% basato su 51 recensioni, con un voto medio di 5,34 su 10, mentre su Metacritic ha avuto un punteggio di 49 su 100, basato su 32 recensioni.